# Навіщо ми одружуємося?
«Навіщо ми одружуємося?» (англ. «Why Did I Get Married?») — американська комедійна мелодрама 2007 року автора сценарію, режисера, продюсера і виконавця головної ролі Тайлера Перрі про компанію друзів, щорічно збираються разом в одному будинку, які відчувають власні проблеми у відносинах, і починають сумніватися в щирості кожного зі своїх шлюбів. прем'єра відбулася 12 жовтня 2007 року в США.

## Зміст
Це весела та щира розповідь про компанію друзів, кожен із яких вправляється з сімейним життям як уміє. Докторка Патриція Енью – психотерапевтка, авторка бестселера на тему шлюбу. Як приклад вона розглядає взаємини у чотирьох парах, одна з яких її власна, а три інші – пари її друзів. Щороку пари вирушають у тижневу відпустку, під час якої їх починає мучити питання: «Навіщо ж я все-таки одружився?». У парі Патриції та її чоловіка Гевіна всі дні проходять одноманітно і нудно; Террі впевнений, що робота для його дружини Діани важливіша, ніж він; Анжела, яка керує своїм бізнесом, постійно третирує свого чоловіка Маркуса, який працює на неї; а Майк нищить Шилу, свою дуже релігійну і повненьку дружину. Під час відпустки багато секретів кожного з героїв вийдуть назовні. Чи зможуть вони пережити все це і не зруйнувати свої шлюби?

## Ролі
- Тайлер Перрі — Террі
- Шарон Ліл — Даян
- Джанет Джексон — Патріша
- Малик Йоба — Гевін
- Джилл Скотт — Шейла
- Річард Т. Джонс — Майк
- Таша Сміт — Анджела
- Майкл Джей Вайт — Маркус
- Деніс Бутте — Трина
- Ламман Ракер — шериф Трой
- Кіша Шарп — Пем
- Кайра Вайтгед — Кейша

## Нагороди та номінації
- «BET Awards» (2008) — номінація в категорії «Найкраща акторка» (Джилл Скотт)
- «Image Awards» (2008) — номінація в категорії «Найкраща акторка другого плану» (Джилл Скотт), номінація в категорії «Найкращий актор другого плану» (Тайлер Перрі), перемога в категорії «Найкраща акторка другого плану» (Джанет Джексон)